# Tagliata stradale

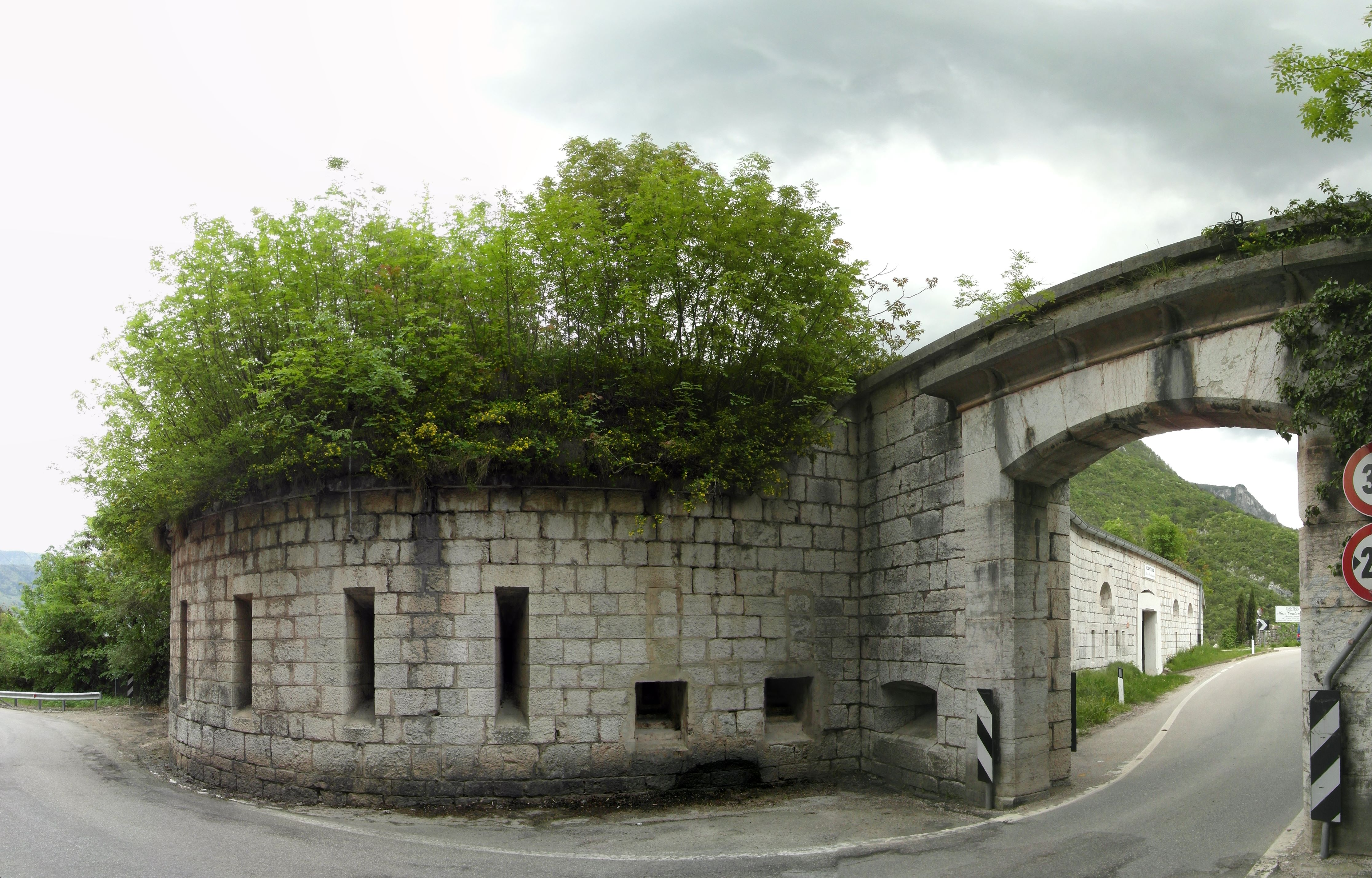
Tagliata stradale del complesso fortificato di Civezzano

Una tagliata stradale è un complesso fortificato atto a interrompere una strada.
Tale sistema difensivo passivo veniva applicato quando vi era la necessità di impedire l'invasione di un determinato territorio da parte del nemico, soprattutto quando questo era raggiungibile tramite strette vallate. La tagliata, oltre ad adempiere al compito per cui era stata ideata e costruita, poteva essere difesa ulteriormente con l'aggiunta di feritoie laterali ma anche sbarrata con portoni in ferro. Solitamente si erigeva una tagliata nel punto più stretto della vallata e magari posizionandola in un'ansa. Accanto alla tagliata stradale, erano previste altre strutture difensive per poter aumentare la resistenza al nemico, come ad esempio, uno o più forti, blockhaus, casematte, barbette e capisaldi.
Storicamente, questa tipologia di infrastruttura militare è stata utilizzata nei forti costruiti a fine del milleottocento, come ad esempio per la fortezza di Trento (Festung Trient all'epoca dell'impero austro-ungarico), eretta dal 1860 e attiva strategicamente fino all'inizio della prima guerra mondiale, 1915. Qui la città poteva essere invasa da diverse e strette vallate. Alcuni esempi per la sua difesa sono il complesso fortificato di Civezzano a est per proteggere un'avanzata nemica dalla Valsugana e la tagliata stradale Bus de Vela a ovest per proteggerla da possibili invasioni dalla Lombardia.